# Ethuliopsis cunninghamii
Ethuliopsis cunninghamii là một loài thực vật có hoa trong họ Cúc. Loài này được (Hook.) ined. mô tả khoa học đầu tiên.